# Christian Fürchtegott Gellert
Christian Fürchtegott Gellert (født 4. juli 1715 i Hainichen ved Freiberg i Erzgebirge, død 13. december 1769 i Leipzig) var en tysk digter.
Hans far var præst og hans barndom forløb i små kår og under mange afsavn. I 1729 kom han ind på Fyrsteskolen i Meissen, hvorefter han studerede teologi i Leipzig 1734—38. Han vendte nu hjem for at blive hjælpepræst hos sin far, men allerede hans første prædiken, under hvilken han tabte tråden, overbeviste ham om, at den teologiske løbebane måtte opgives.
Han blev i stedet i 1739 huslærer hos familien von Lüttichau i nærheden af Dresden, men begav sig to år efter atter til Leipzig for at fortsætte sin litterære uddannelse og navnlig studere engelsk og fransk litteratur. Han blev medarbejder ved tidsskriftet Bremer Beiträge, hvori han i 1745 og 1747 offentliggjorde sine lystspil Die Betschwester og Das Los in der Lotteri.
Han besluttede nu at slå ind på den akademiske vej, tog magistergrad og begyndte at holde forelæsninger, der blev modtaget med bifald. I 1757 blev han udnævnt til ekstraordinær professor og holdt forelæsninger over digtekunst, veltalenhed og moral. Som universitetslærer var han afholdt på grund af sin hjælpsomhed over for de unge og sin redelige personlighed.
Sin popularitets og berømmelses højde nåede Gellert da Frederik den Store af Preussen gæstede Leipzig i 1760 og lod ham kalde til sig. Kongen udtalte sin tilfredshed med den prøve, han fik på Gellerts fabler, og kaldte ham "den fornuftigste blandt alle I tyske lærde mænd".
Gellert afslog at blive ordentlig professor da tiltagende sygdom havde svækket hans arbejdskraft. Han udgav yderligere Lehrgedichte und Erzåhlungen (1754), Geistliche Oden und Lieder (1757) og Sammlung vermischter Schriften (1757). Hans roman, Das Leben der schwedischen Gräfin von G*** (1746), er en uheldig efterligning af Samuel Richardsons sentimentale romaner.
Da døden afsluttede hans med tålmodighed bårne lidelser, som de baderejser, hans velyndere bekostede ikke havde kunnet lindre, var alle enige i deres bedømmelse af hans retsindige og elskværdige personlighed. Hans fabler og fortællinger, der er blevet oversat til næsten alle kultursprog, har bevaret hans navn ved deres evne til komisk karakteristik af hans samtids borgere og deres liv.
Svagere er hans lystspil, og Moralische Vorlesungen, som blev udgivet efter hans død, har mindre interesse end Briefe, som har deres varige historiske værd. Gellerts Sämtliche Werke udkom i 10 bind i Leipzig i 1787.